# Spider-Man: Web of Shadows
Spider-Man: Web of Shadows ("Spider-Man: El Reino de las Sombras" en España y "Spider-Man: Red de Sombras" en Latinoamérica) es el título de un videojuego que abarca tres versiones: un juego de acción en 3D para Xbox 360, PlayStation 3, Microsoft Windows y Wii; un juego de acción beat em up de desplazamiento lateral 2.5D para PlayStation Portable y PlayStation 2 (llamada Edición Aliados Increíbles), y una pelea de desplazamiento lateral 2.5D para Nintendo DS.

## PlayStation 3, PC, Xbox 360 y Wii
En varios puntos en el juego, el jugador puede elegir entre las trayectorias del bien y el mal. Hay múltiples finales dependiendo de cómo el juego se juega. Además, el jugador puede elegir contra qué villanos luchar. El jugador es capaz de cambiar entre los trajes tradicionales de Spider-Man de rojo y azul y el traje simbionte en cualquier momento durante el juego. Chris Scholz de Shaba Games también comentó que los desarrolladores "trabajaron realmente separando los trajes negro y rojo para dar al jugador una sensación diferente." Por ejemplo, el traje rojo y azul es rápido y ágil, mientras que el simbionte es más fuerte y más destructivo. El mini-mapa en la pantalla también es diferente del estilo utilizado en los anteriores juegos de Spider-Man. La vista aérea tradicional en 2-D ha sido eliminada, sustituida por un nuevo mapa 3D con ejes "X", "Y" y "Z", que muestran la posición del jugador en el espacio tridimensional (norte y sur, así como posición vertical). También, exclusivamente para Wii, hay 6 trajes alternativos (Spider-Carnage para el traje negro, y los trajes Spider-Armor, Ben Reilly, Spider-Man 2099, Cosmic Spider-Man y Iron Spider para el traje rojo).

### Trama
El juego empieza con Spider-Man buscando a Mary Jane en una Nueva York infestada de simbiontes. Durante un flashback a cuatro días antes, Spider-Man vuelve a contar su relato de cómo su encuentro con Venom terminó con un pedazo de simbionte pegándosele. Después de la pelea con Venom, una lastimada Mary Jane es enviada a un hospital y se reúne con Luke Cage durante una guerra de pandillas. Cage explica que las bandas Rolling Seven y Park Avenue están en guerra, y que su tarea es llevar a las dos a una tregua. Después de perseguir los dos líderes de las bandas por la ciudad, Spider-Man se las arregla para conseguir acordar una reunión pacífica en Central Park.
Fuera del punto de encuentro, Spider-Man descubre asesinos de alta tecnología en la parte superior de los edificios cercanos. Después de derrotarlos, los rastros de los asesinos le llevan hasta Kingpin. Después de algunos encuentros con la Gata Negra, Caballero Luna, Buitre, y la pandilla de Kingpin, Spider-Man y los secuaces de Kingpin son atacados por ciudadanos de Nueva York simbióticamente controlados. La policía llega pronto y Spider-Man es visto lanzando personas controladas desde un edificio y es considerado un asesino.
Wolverine, pensando que Spider-Man está poseído por un simbionte, le sigue la pista y se enfrenta al lanza redes. Después de una batalla, los dos resuelven sus diferencias y comienzan a rastrear a los ciudadanos infectados. Al final, Spider-Man encuentra a Venom tirando la gente en las vainas del simbionte, infectándolos. Después de que las vainas son destruidas, y la segunda pelea con Venom, S.H.I.E.L.D. pone en cuarentena a Nueva York y establece campamentos de cuarentena para ciudadanos controlados por simbiontes. Electro ataca uno de los campamentos buscando a su hermana, que está controlada por un simbionte, y se infecta a sí mismo tratando de ayudarla. Spider-Man decide que la única manera de salvar a Nueva York es sacando a Chapucero de la Isla Ryker para utilizar su genio científico para encontrar una contramedida a los simbiontes. Al llegar a la prisión, Spider-Man hace equipo con el Rhino, usando su fuerza para liberar a Chapucero. Chapucero luego diseña un dispositivo para ser instalado en el Edificio Trask que elimina los simbiontes de sus huéspedes, sin causar daños al huésped. Después de derrotar las versiones infectadas de Electro, Wolverine, Gata Negra, y el Buitre, Spider-Man activa el dispositivo y destruye todos los simbiontes en la ciudad de Nueva York, incluyendo el suyo propio. A continuación, responde a un ataque al Helitransporte de S.H.I.E.L.D., que está infestado por Venom y el resto de simbiontes.
Pidiendo a Caballero Luna que lo lleve al Helitransporte, Spider-Man pone bombas para destruir la nave, pero es atacado por una versión gigante de cinco cabezas de Venom. Spider-Man es capaz de destruir cuatro de las cabezas, y pide a Brock que trate de ayudar en la destrucción de los simbiontes. Al darse cuenta de la destrucción que ha causado por el simbionte de Venom, Brock se sacrifica. El monstruo simbionte se debilita, y el Helitransporte explota. Basado en las acciones del jugador durante el juego, "Web of Shadows" concluye con uno de cuatro posibles finales. Si el jugador ha hecho una mayoría de elecciones del traje rojo, Spider-Man narra su victoria en la parte superior de un edificio antes de irse trepando con Mary Jane. Si el jugador ha elegido más opciones de color rojo que negras, él llama a Mary Jane para tratar de disculparse por sus acciones durante la invasión. Si el jugador ha elegido más opciones negras que rojas, Spider-Man lleva la conquista de simbiontes de Manhattan y es cazado por Wolverine, que se ha unido con otro simbionte. Si el jugador ha elegido la mayoría de opciones negras, el final es modificado para mostrar a una Gata Negra controlada por un simbionte a su lado durante la invasión.

## PlayStation 2 y PSP
La versión de PS2 y PSP fueron lanzadas como Spider-Man: Web of Shadows - Amazing Allies Edition. Estas versiones del juego son un juego de desplazamiento 2.5D en lugar de un juego de libre exploración como en la Xbox 360, PS3, Wii y PC. Spider-Man todavía puede cambiar entre el traje negro y traje rojo. También hay conversaciones en las que tú puedes elegir lo que Spider-Man dice, lo que puede afectar el resultado del juego. Hay también algunas pocas mejoras. La historia del juego también cambia un poco.

### Trama
Durante una batalla con Venom, el simbionte Venom explota, noqueando a Spider-Man y dispersándose por toda la ciudad. Cuando Spider-Man vuelve en sí, recibe una llamada de Nick Fury explicando que Venom ha infectado a la ciudad y que los agentes de S.H.I.E.L.D. están poniendo en cuarentena a Manhattan. Le informa a Spider-Man que para ayudar necesita construir un generador de sonido que separarán los simbiontes de los ciudadanos de Nueva York, y Spider-Man comienza a recoger los elementos necesarios. Spider-Man se encuentra con Luke Cage antes de enfrentarse a los primeros ciudadanos "infectados". Encuentra las pistas de la trama de Chapucero, y poco después es atacado por Cage. Dependiendo de las elecciones del jugador, Luke o aparecerá infectado por un simbionte o atacará a Spider-Man para obtener el traje negro. Victorioso, Spider-Man va al almacén donde Chapucero está construyendo un misil que propagaría los simbiontes a otras ciudades. Spider-Man lo previene, pero Chapucero escapa. Él llega al Helitransporte de S.H.I.E.L.D. donde ayuda a completar un generador sónico para detener la invasión simbiótica. Después de rescatar a Spider-Woman, Spidey encuentra a Chacal, quien intenta obtener el traje simbiótico de Spider-Man para sus propios fines. Spider-Man derrota al Chacal que le da un suero que mejora su traje negro, o si el jugador hace otra elección, mejora el traje rojo. Jessica Drew se pone en contacto con Spider-Man y le informa de que el Helitransporte está bajando y que tienen que evacuar.
Spider-Man sigue el rastro de la caída del Helitransporte, y considera que Spider-Woman ha sido infectada por un simbionte. Después de derrotarla y obtener los planes de S.H.I.E.L.D., él recibe una llamada de Nick Fury para obtener el generador sónico de la parte superior de la torre Fisk. Después de hacer llegar a la cima y derrotar soldados de A.I.M., Spider-Man combina las piezas conseguidas anteriormente a una computadora, completando el generador. Chacal aparece y roba el generador sónico. Spider-Man a continuación, recibe una llamada de Spencer Smythe diciendo que ha capturado a la Gata Negra y está usando un dispositivo de control mental sobre ella. Spider-Man se ve obligado a defenderse de la Gata Negra.
Spider-Man se enfrenta a Chacal en el Central Park, donde Chacal ha modificado el generador sónico para controlar los simbiontes. Después de derrotar a Chacal, Spider-Man tiene la opción de utilizar el generador sónico para freír o para controlar los simbiontes. A medida que el dispositivo está encendido, una versión de múltiples cabezas de Venom se enfrenta a Spidey. Después de derrotar a Venom, al jugador se le muestra uno de los dos finales sobre la base de sus acciones. Si elige el bien, la invasión de simbiontes es repelida. Si eligió el mal, Spider-Man esclaviza a Manhattan con su ejército simbionte.

## Nintendo DS
La versión de Nintendo DS también es de lucha y acción en desplazamiento 2.5D. Al igual que muchas consolas de juegos, los enemigos pierden puntos de experiencia cuando son derrotados y pueden ser usados para comprar nuevos movimientos de Spider-Man. A medida que el jugador progresa a través de la historia también obtendrá las actualizaciones que le permitirá conocer más profundamente el mapa de mundo abierto y, finalmente, llegar al final del juego. Muchos críticos a menudo han comparado este juego con las franquicias de Castlevania y Metroid por sus similitudes. En ciertos puntos en el juego, el jugador debe decidir qué misión llevar a cabo después, estas decisiones a su vez van a cambiar el resultado global del juego. Esta versión es la única versión en la que Venom no es la causa de la invasión y puede ser su aliado. Esto también muestra el menor número de aliados: Gata Negra, Venom, Duende Verde y Rondador Nocturno. Durante el juego el jugador puede cambiar entre el traje rojo y negro a su antojo, y con cada traje tiene habilidades únicas (el traje rojo está más equipado para el movimiento rápido y dinámico con una rápida ráfaga de ataques, mientras que el traje negro se utiliza para abrumadores y poderosos ataques, pero es más lento y devasta masas de enemigos).

### Trama
El juego como trama principal que nuestro protagonista es infectado por el principal Antagonista (Venom). Tras una dura batalla este escapa de Spidey. Venom aprende a reproducirse y se expande por la ciudad infectando civiles. Nueva York es por así decirlo una ciudad con muchos cavos sueltos, y Spider-Man tendrá que llegar al fondo de todo esto. La ciudad y su entorno se modifica cada vez que avanzamos, convirtiéndose en una ciudad destruida con criaturas que luchan por la supervivencia. No estaremos solos, también contaremos con un merced de aliados, y el Simbiote. Curiosamente, los simbiontes y venom son azules en vez de negros.

## Personajes
| Personajes                                                                         | Personajes                                                                                                  | Personajes                                                                                         | Personajes                                                                            |
| Xbox 360, PS3, Wii, PC                                                             | Xbox 360, PS3, Wii, PC                                                                                      | Xbox 360, PS3, Wii, PC                                                                             | Xbox 360, PS3, Wii, PC                                                                |
| ---------------------------------------------------------------------------------- | --- | -------------------------------------------------------------------------------------------------- | ------------------------------------------------------------------------------------- |
| - Venom - Mary Jane Watson - Wolverine                                             | - Kingpin - Luke Cage - Caballero Luna                                                                      | - Viuda Negra - Gata Negra - Chapucero                                                             | - Electro - Rhino - Buitre                                                            |
| PS2, PSP, DS                                                                       | | |                                                                                       |
| - A.I.M. - Gran Rueda - Gata Negra - Chtylok - Galactus - Duende Verde - Hobgoblin | - Buscavidas Hipnótico - J. Jonah Jameson - Chacal - Jessica Drew - Kingpin - Kraven el Cazador - Luke Cage | - Caballero Luna - Mysterio - Nick Fury - Rondador Nocturno - Profesor X - Rhino - Hombre de Arena | - Conmocionador - Spencer Smythe - Zancudo - Tormenta - Chapucero - Venom - Wolverine |

Notas
1. 1 2 3 4  Presente en Nintendo DS
2. 1 2  solo para PSP
3. 1 2  sólo para PS2

## Desarrollo
El 17 de abril de 2008, Activision confirmó que Spider-Man: Web of Shadows estaba en desarrollo, y que el juego sería lanzado en los sistemas de PC, PlayStation 3, Xbox 360, PlayStation 2, PlayStation Portable y Nintendo DS, y confirmaron que la historia se centraría en torno a una invasión en Nueva York que Spider-Man y los otros héroes y villanos tendrán que hacerle frente. Venom se confirmó como el principal antagonista en junio.

## Recepción
Web of Shadows ha recibido críticas mixtas a positivas con los críticos elogiando la idea de una historia original, pero citando la brillantez y ejecución pobres. IGN también señaló que el bloqueo de la cámara tiene una tendencia a separarse, por lo que las batallas en el aire son difíciles. 1UP.com alabó el juego al tener "un montón de calma" Spider-Man "en todo momento gracias a la locomoción básica y el combate", que "se asienta en un ritmo de repetición", resumiendo con "Sombras" podría ser el mejor juego de Spider-Man todavía, pero eso es sólo un testimonio de los estándares mediocres de la serie". Gamespot menciona ocasionalmente problemas técnicos con los gráficos, sonido y cámara, mientras que elogia la historia, el sistema de combate, la variedad y "memorables" combates contra los jefes. GameSpy comentó: Web of Shadows se las arregla para dar una buena dosis de diversión, incluso si no trae muchas novedades a la mesa. ", alabando la animación y el combate, y menciona problemas con la cámara y errores visuales, junto con una repetición de los objetivos. Game Informer criticó la actuación de voz, cámara y animación, afirmando que "tan explosivo como lo es el combate nuevo, es todo lo que este juego tiene para ofrecer".
La versión de DS del juego, a diferencia de las versiones de consola, fue relativamente bien recibida, con los encuestados alabando los similares diseños de los niveles a las franquicias de Castlevania y Metroid al tiempo que criticaban el corto final.